# Émirats arabes unis aux Jeux olympiques
Les Émirats arabes unis ont participé à chaque Jeux d'été depuis 1984 mais n'ont jamais participé aux Jeux d'hiver. Le pays a remporté sa première médaille d'or aux Jeux olympiques d'été de 2004 à Athènes en Grèce.

## Médailles
| Médaille           | Nom              | Jeux         | Sport | Événement          |
| ------------------ | ---------------- | ------------ | ----- | ------------------ |
| Médaille d'or      | Ahmed al-Maktoum | Athènes 2004 | Tir   | Double Trap Hommes |
| Médaille de bronze | Sergiu Toma      | Rio 2016     | Judo  | -81 kg             |

- (en) Cet article est partiellement ou en totalité issu de l’article de Wikipédia en anglais intitulé « United Arab Emirates at the Olympics » (voir la liste des auteurs).